# Estación de Villaluenga-Yuncler
Villaluenga-Yuncler es una estación de ferrocarril situada en el municipio español de Villaluenga de la Sagra, en la provincia de Toledo, comunidad autónoma de Castilla-La Mancha. En la actualidad no dispone de servicio de viajeros y sus instalaciones son empleadas para funciones logísticas. 
Las instalaciones, inauguradas hacia finales del siglo XIX, han pasado a lo largo de su historia por manos de varios operadores. La estación constituye un nudo ferroviario de importancia secundaria dentro de la red ferroviaria española, en el que confluyen las líneas Madrid-Valencia de Alcántara y Villaluenga-Algodor. En la actualidad el principal tráfico que soportan las instalaciones son trenes de mercancías.

## Situación ferroviaria
La estación, que se encuentra a 522,65 metros de altitud, forma parte de los trazados de las siguientes líneas férreas:
- Línea férrea de ancho ibérico Madrid-Valencia de Alcántara, punto kilométrico 49,7.[2]
- Línea férrea de ancho ibérico Villaluenga-Algodor, punto kilométrico 0,5.[2]

## Historia
La estación entró en servicio en junio de 1876 con la inauguración del tramo Madrid-Torrijos de la línea Madrid-Cáceres que estaba construyendo la Compañía del Ferrocarril del Tajo, la cual pasaría a manos de la Compañía de los Ferrocarriles de Madrid a Cáceres y Portugal en 1880. Los problemas económicos de esta empresa llevarían a la intervención del Estado, que en 1928 asignó la línea Madrid-Cáceres (y todas sus instalaciones) a la Compañía Nacional de los Ferrocarriles del Oeste.
En 1941, con la nacionalización de los ferrocarriles de ancho ibérico, las instalaciones pasaron a manos de RENFE. La estación llegó a tener cierta importancia por el gran movimiento de mercancías que acogía, en parte debido a la fábrica que Asland tenía en las cercanías y a la zona de tierras blancas que existía en Cabañas de la Sagra. Consecuencia de dicha actividad, la estación llegó a contar con una brigada especial de ferroviarios y con una plataforma giratoria para las locomotoras. Desde enero de 2005, Renfe Operadora explota la línea mientras que Adif es la titular de las instalaciones ferroviarias.

## Servicios ferroviarios
La estación está cerrada a los viajeros desde finales de la década de 1980, habiéndose reducido su tráfico a los servicios de mercancías y trenes pasantes. El alcalde de Yuncler solicitó la reapertura de la estación en 2019, ante la saturación de la A-42 y la ampliación del servicio de Cercanías Madrid a Illescas.